# Osteocephalus verruciger
Espèce
Synonymes
- Hyla verrucigera Werner, 1901
- Osteocephalus verrucigerus (Werner, 1901)
- Hyla riopastazae Andersson, 1945
- Hyla orcesi Funkhouser, 1956

Statut de conservation UICN

 LC  : Préoccupation mineure
Osteocephalus verruciger est une espèce d'amphibiens de la famille des Hylidae.

## Répartition
Cette espèce se rencontre entre 1 400 et 2 000 m d'altitude :
- en Colombie sur le versant amazonien de la cordillère Orientale ;
- en Équateur sur le versant amazonien de la cordillère Orientale.

## Publication originale
- Werner, 1901 : Über reptilien und batrachier aus Ecuador und Neu-Guinea. Verhandlungen der kaiserlich-königlichen zoologisch-botanischen Gesellschaft in Wien, vol. 51, p. 593-614 (texte intégral).